# 保特 (匈牙利)
保特，是匈牙利佐洛州所辖的一个村，总面积8.33平方公里，总人口226，人口密度27.1人/平方公里（2010年1月1日）。